# Max Martini
Maximilian Carlo Martini (n. 11 decembrie 1969, Woodstock, New York, SUA) este un actor american, scenarist și regizor.

## Filmografie

### Film
| An   | Titlu                                     | Rol                          | Note                               |
| ---- | ----------------------------------------- | ---------------------------- | ---------------------------------- |
| 1985 | The Glitter Dome                          | Steven                       |                                    |
| 1988 | Paramedics                                | Wired Kid                    |                                    |
| 1995 | Pictures of Baby Jane Doe                 | Charlie                      |                                    |
| 1997 | Contact                                   | Willie                       |                                    |
| 1998 | Saving Private Ryan                       | Corporal Henderson           |                                    |
| 1999 | Cement                                    | Mic                          |                                    |
| 2000 | Backroads                                 | Larry                        |                                    |
| 2001 | Another Day                               | Paul                         | Television film                    |
| 2005 | The Great Raid                            | 1st Sergeant Sid Wojo        |                                    |
| 2008 | Redbelt                                   | Officer Joe Collins          |                                    |
| 2010 | Mandrake                                  | Darren McCall                | Television film                    |
| 2010 | Troopers                                  | Finn                         |                                    |
| 2011 | Colombiana                                | FBI Special Agent Williams   |                                    |
| 2013 | Pacific Rim                               | Hercules "Herc" Hansen       |                                    |
| 2013 | Captain Phillips                          | U.S. Navy SEAL Commander     |                                    |
| 2014 | Sabotage                                  | DEA Agent Tom "Pyro" Roberts |                                    |
| 2015 | Fifty Shades of Grey                      | Jason Taylor                 |                                    |
| 2015 | Edge                                      | Josiah "Edge" Hedges         | Television film                    |
| 2016 | Spectral                                  | Major Sessions               |                                    |
| 2016 | 13 Hours: The Secret Soldiers of Benghazi | Mark "Oz" Geist              |                                    |
| 2017 | Fifty Shades Darker                       | Jason Taylor                 |                                    |
| 2017 | My Little Pony: The Movie                 | Boyle                        | Voice                              |
| 2018 | Fifty Shades Freed                        | Jason Taylor                 |                                    |
| 2018 | Bigger                                    | Jerry George                 |                                    |
| 2019 | Eli                                       | Paul Miller                  |                                    |
| 2019 | Sgt. Will Gardner                         | Will Gardner                 | Also director, writer and producer |
| 2020 | What the Night Can Do                     | Marty Cole                   | Also executive producer            |
| 2021 | The Tender Bar                            | Johnny Michaels              |                                    |

### Televiziune
| An          | Titlu                          | Rol                               | Note                          |
| ----------- | ------------------------------ | --------------------------------- | ----------------------------- |
| 1996        | Walker Texas Ranger            | Luke                              | Episode: "A Silent Cry"       |
| 1997        | Nash Bridges                   | Larry Fortina                     | Episode: "Rampage"            |
| 1998–2002   | Da Vinci's Inquest             | Danny Leany                       | 13 episodes                   |
| 1999–2000   | Harsh Realm                    | Mel Waters                        | 5 episodes                    |
| 2000        | The Pretender                  | Todd Baxter                       | Episode: "Spin Doctor"        |
| 2000–2001   | Level 9                        | Jack Wiley                        | 11 episodes                   |
| 2002        | Taken                          | Colonel Breck                     | 2 episodes                    |
| 2003 & 2011 | CSI: Crime Scene Investigation | Jarrod Malone / Jason Kent        | 2 episodes                    |
| 2003        | The Division                   | Ryan Hollenbeck                   | Episode: "Cradle Will Rock"   |
| 2003        | 24                             | Agent Steve Goodrich              | 3 episodes                    |
| 2003–2005   | CSI: Miami                     | Bob Keaton                        | 3 episodes                    |
| 2004        | Try to Remember                | Joe O'Connor                      | Television film               |
| 2004        | Without a Trace                | Nathan Grady / Henry              | Episode: "Thou Shalt Not..."  |
| 2005        | Numb3rs                        | Billy Cooper                      | Episode: "Man Hunt"           |
| 2006–2009   | The Unit                       | Mack Gerhardt                     | 69 episodes                   |
| 2008        | Burn Notice                    | Gerard                            | Episode: "Rough Seas"         |
| 2008        | Street Warrior                 | Jack Campbell                     | Television film               |
| 2010        | Lie to Me                      | David Burns                       | 3 episodes                    |
| 2010        | Dark Blue                      | Tim Rowe                          | Episode: "High Rollers"       |
| 2010        | White Collar                   | U.S. Marshal John Deckard         | Episode: "Prisoner's Dilemma" |
| 2010        | Hawaii Five-0                  | Nick Taylor                       | Episode: "Po'ipu"             |
| 2011        | Castle                         | Hal Lockwood                      | 2 episodes                    |
| 2011        | Flashpoint                     | Bill Greely                       | Episode: "Good Cop"           |
| 2011        | Rizzoli & Isles                | Dan Mateo                         | Episode: "Brown Eyed Girl"    |
| 2011–2012   | Revenge                        | Frank Stevens                     | 7 episodes                    |
| 2011        | Criminal Minds                 | Luke Dolan                        | Episode: "Dorado Falls"       |
| 2012        | The Mentalist                  | Fletcher Moss                     | Episode: "Blood Feud"         |
| 2013        | Republic of Doyle              | Charlie "Big Charlie"             | 2 episodes                    |
| 2013        | Person of Interest             | "RIP"                             | Episode: "Liberty"            |
| 2014        | Crisis                         | Koz                               | 13 episodes                   |
| 2016        | Real Detective                 | Detective Tommy Ray               | Episode: "Darkness"           |
| 2016        | Motive                         | James Lennathan                   | Episode: "Remains to Be Seen" |
| 2017        | Training Day                   | Agent Jack Ivers                  | 3 episodes                    |
| 2018–2019   | NCIS: Los Angeles              | Arlo Turk                         | 5 episodes                    |
| 2019        | The Order                      | Edward Coventry                   | 8 episodes                    |
| 2019        | Doom Patrol                    | Alistair                          | Episode: "Hair Patrol"        |
| 2019        | The Purge                      | Ryan Grant                        | Season 2: 10 episodes         |
| 2021        | Pacific Rim: The Black         | Herc Hansen (cameo + voice cameo) | Episode: "Escaping Bogan"     |
| 2022        | Bosch: Legacy                  | Detective Don Ellis               | recurring role                |